# Maud Bertelsen
Maud Adelheid Bertelsen (født 25. februar 1939) kendt under navne som Maud Berthelsen, Maude Bertelsen, Maude Berthelsen, Maud Ann eller slet og ret Maud er en tidligere international mannequin og fotomodel, som især i 1960'erne og 1970'erne var et kendt internationalt ansigt. Hun "Henrykkede en hel verden fra modebladenes forsider" og havde også en kortvarig skuespillerkarriere og modtog i 1964 en pris som "Bedste Skuespiller" ved den 8. San Francisco International Film Festival i USA.

## Levnedsforløb

### Film
I et interview af instruktør Henning Carlsen skrevet af Jørgen Leth om dansk films fremtid, nævnes Maud Bertelsen som mulig hovedrolleindehaver til filmatiseringen af Leif Panduros værk Hvad med os? Filmen havde premiere på det store lærred i den københavnske biograf Imperial den 27. september 1963 og blev rost af anmelderne. I selvbiografien Alle min fortrængninger erkender Henning Carlsen, at han var overrasket over resultatet med filmen. Maud endte med at få langt bedre anmeldelser end ventet fra alle landets dag- og aftenblade. Maud blev af Henning Carlsen i selvbiografien beskrevet som "tidens førende fotomodel i international klasse"  og optagelserne til filmen blev et stort tilløbsstykke for folk i København. I udlandet fik filmen titlen Epilogue og høstede ligeledes roser fra især Norge. En norsk anmelder udråbte således Maud til en "ny Anna Karenina". I USA tildeltes Maud i 1964 prisen som "Bedste Skuespiller" under San Francisco Film Festival og Variety omtalte Maud som "fascinerende" og en "vidunderlig stjerne". I forlængelse af successen i USA påbegyndtes indspilninger til film i USA, Frankrig og Danmark. Skuespillerkarrieren blev dog indstillet til fordel for sang- og modelarbejdet, og den sidste film blev et italiensk/dansk TV-samarbejde i 1978 om H.C. Andersens liv, arrangeret af Ulla Kampmann, hvor hun spiller over for Jesper Klein. Filmen endte med en enkelt prisbelønning ved Giffoni Film Festival, Europas største filmfestival for børnefilm, i 1979.

### Sang
Maud udgav 5 plader.

### Modelkarriere
Mauds modelkarriere begyndte under en rejse til Spanien i 1959. Hun gjorde lynkarriere og blev sat i stald hos førende fotografer i Paris. Ved hjemkomsten til Danmark i 1961 var hun allerede en hyppig anvendt og kendt fotomodel til reklamer for førende tøjmærker. 

### Privatliv
I 1970 flyttede hun til Italien med datteren Camilla og fik ved siden af fotoarbejdet succes med ideer med skuespil og arrangementer. Hun medvirkede til udvikling af ideer uden for modeindustrien også og fik med manden Sergio Saltari (far til Mauds anden datter Sara) også en fod inden for fødevareindustrien. Iværksætterånden blev beskrevet i ugebladene herhjemme, hvor Mauds aktivitet med forbedringstiltag og ideer til bilister samt filmprojekter med Kirsten Bech (nu Kirsten Morin) blev fremhævet. Det bliver også til enkelte oversættelsesopgaver i radioen for Hannah Bjarnhof.
Maud boede 23 år i Rom. I 1993 tog hun en rask beslutning om at vende tilbage til Danmark, da hun og børnene med vold blev smidt på gaden i Rom.

## Priser og kåringer
- Best Actor (8th San Francisco International Film Festival, 1964)
- Lady Europa (Ravenna 1972)

## Pladeudgivelser
- Maud Ann (år ukendt) "Tell me a Beautiful Lie" og "Hate Me" [Polydor XM 62090]
- Maud (år ukendt) "Slowly" og "Don't laugh love" [ASA Records. ASA F1003]
- Maud (år ukendt) "Yesterday" (I går)" og "Jeg vil ha' du skal gå" [ASA Records. ASA F1004]
- "Intet Mer" (år ukendt) indeholdende fragmenter fra kærlighedsdigtet "To". De to sange på pladen er "Der er slet, slet ingen grænse" og "Der løber en flod" [Ard Music KA 1]
- Portræt af en kvinde (1977) [Starbox]

## Film
- Hvad med os? (1963)
- Ih, du forbarmende (1966)

## Bøger
- Maúd Bertelsen: Maúd Bertelsen – Modellen med de 100 ansigter (2016). Forlaget Mellemgaard.